# تایهیو سمنت
تایهیو سمنت (انگلیسی: Taiheiyo Cement) شرکت مصالح ساختمانی ژاپنی است، که در سال ۱۸۸۱ تأسیس شد.